# Brama Laseckich

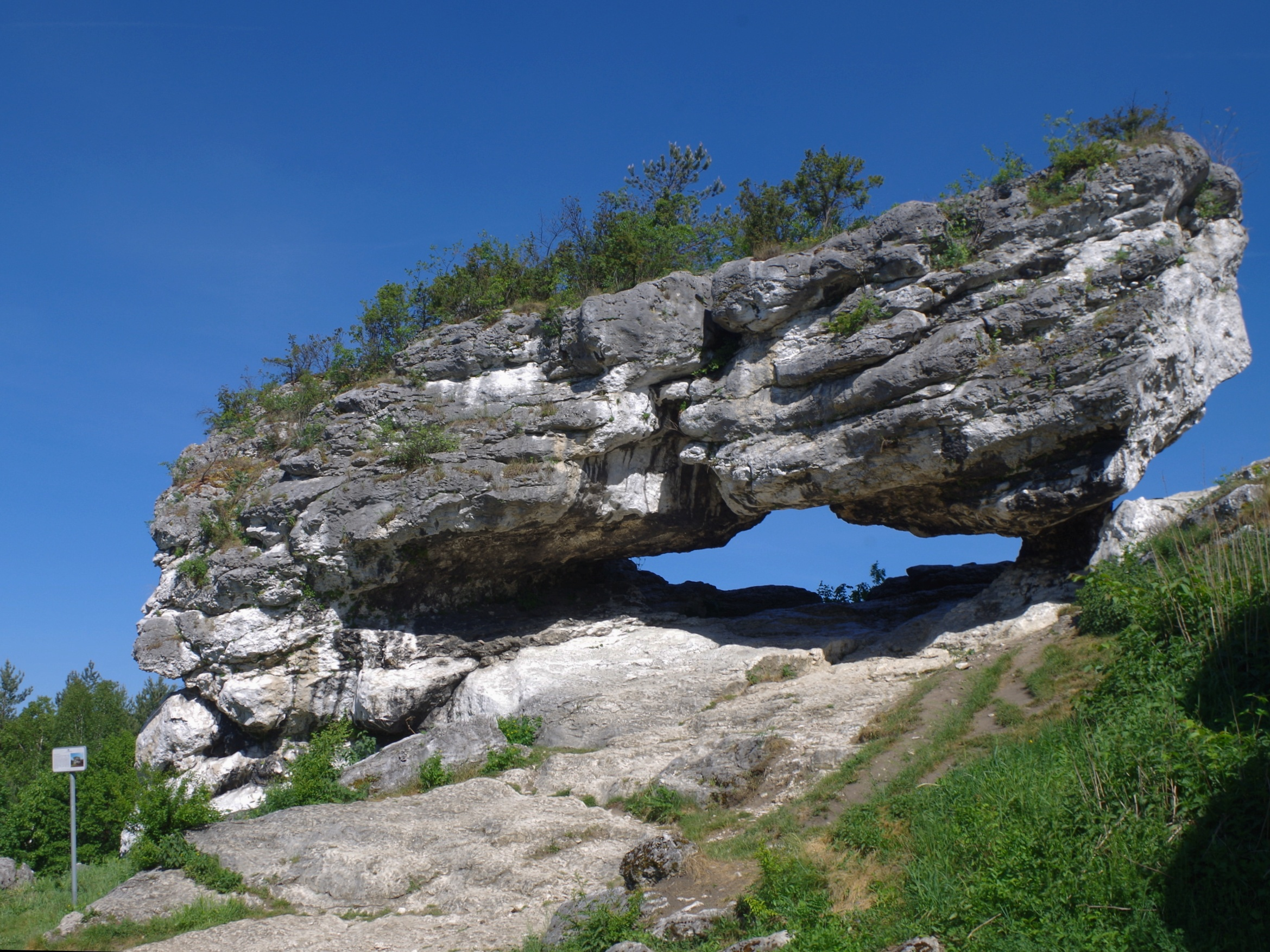
Brama Laseckich

Brama Laseckich – skała znajdująca się przed wejściem do Zamku w Bobolicach we wsi Bobolice w gminie Niegowa, w powiecie myszkowskim. województwie śląskim. Jest to ostaniec o kształcie skalnej bramy zbudowany z wapieni powstałych w jurze, około 100 mln lat temu na dnie morza. Później, po ustąpieniu morza wapienie podlegały wietrzeniu. Woda i wiatr wypłukiwały z nich bardziej miękkie składki, pozostały tylko twarde wapienie skaliste tworząc charakterystyczną bramę. Pod bramą znajdują się wykute w skale schody, przez które pod skalną bramą prawdopodobnie prowadziła dawniej ścieżka z zamku do wsi. Wskutek nieużytkowania tego terenu zarósł on całkowicie chaszczami i pokryty został licznymi śmieciami. Po odbudowaniu zamku chaszcze wycięto, śmieci usunięto dzięki czemu brama skalna odzyskała swój wygląd i stała się jedną z atrakcji Zamku w Bobolicach.
Bramie nadano nazwę na cześć Laseckich, którzy odbudowali Zamek w Bobolicach i uporządkowali jego otoczenie. Na mapie Geoportalu ma nazwę Brama Bobolicka.